# Stefan Larsson
Hans Tage Stefan Larsson (19. juni 1964) er en svensk skuespiller, teaterchef og manuskriptforfatter.
Fra 2002 til 2009 har han været teaterchef på Unga Dramaten i Stockholm, og fra 2009 til 2013 var han teaterdirektør for Aarhus Teater. Fra 2015 til 2016 var han direktør for Betty Nansen Teatret i København, før han i januar 2020 blev udnævnt til direktør på Den Nationale Scene i Bergen.

## Udvalgt filmografi
- 1939 (1989)
- Storstad (tv-serie, 1990-1991)
- Sådan er livet (1996)
- Anna Holt - Polis (tv-serie, 1996)
- Beck (tv-serie, 1998)
- Sons of My Country (kortfilm, 2019)